# Mataeocephalus
Mataeocephalus és un gènere de peixos actinopterigis de la família dels macrúrids i de l'ordre dels gadiformes.

## Taxonomia
- Mataeocephalus acipenserinus (Gilbert & Cramer, 1897)[4]
- Mataeocephalus adustus (Smith & Radcliffe, 1912)[5]
- Mataeocephalus cristatus (Sazonov, Shcherbachev & Iwamoto, 2003)[6]
- Mataeocephalus hyostomus (Smith & Radcliffe, 1912)[5]
- Mataeocephalus kotlyari (Sazonov, Shcherbachev & Iwamoto, 2003)[7]
- Mataeocephalus microstomus (Regan, 1908)[8]
- Mataeocephalus nigrescens (Smith & Radcliffe, 1912)
- Mataeocephalus tenuicauda (Garman, 1899)[9][10][11][12][13][14][15][16]